# Xiangliu
Xiangliu (oficialmente denominado 225088 Gonggong I Xiangliu), es el único satélite natural conocido del probable planeta enano del disco disperso 225088 Gonggong. Fue descubierto por un equipo de astrónomos dirigido por Csaba Kiss durante un análisis de imágenes de archivo del Telescopio Espacial Hubble de Gonggong. El equipo de descubrimiento había sospechado que la lenta rotación de Gonggong fue causada por las fuerzas de marea ejercidas por un satélite en órbita. Xiangliu se identificó por primera vez en imágenes de archivo del Hubble tomadas con la Wide Field Camera 3 del Hubble el 18 de septiembre de 2010. Su descubrimiento fue informado y anunciado por Gábor Marton, Csaba Kiss y Thomas Müller en la 48.ª Reunión de la División de Ciencias Planetarias el 17 de octubre de 2016.

## Observaciones

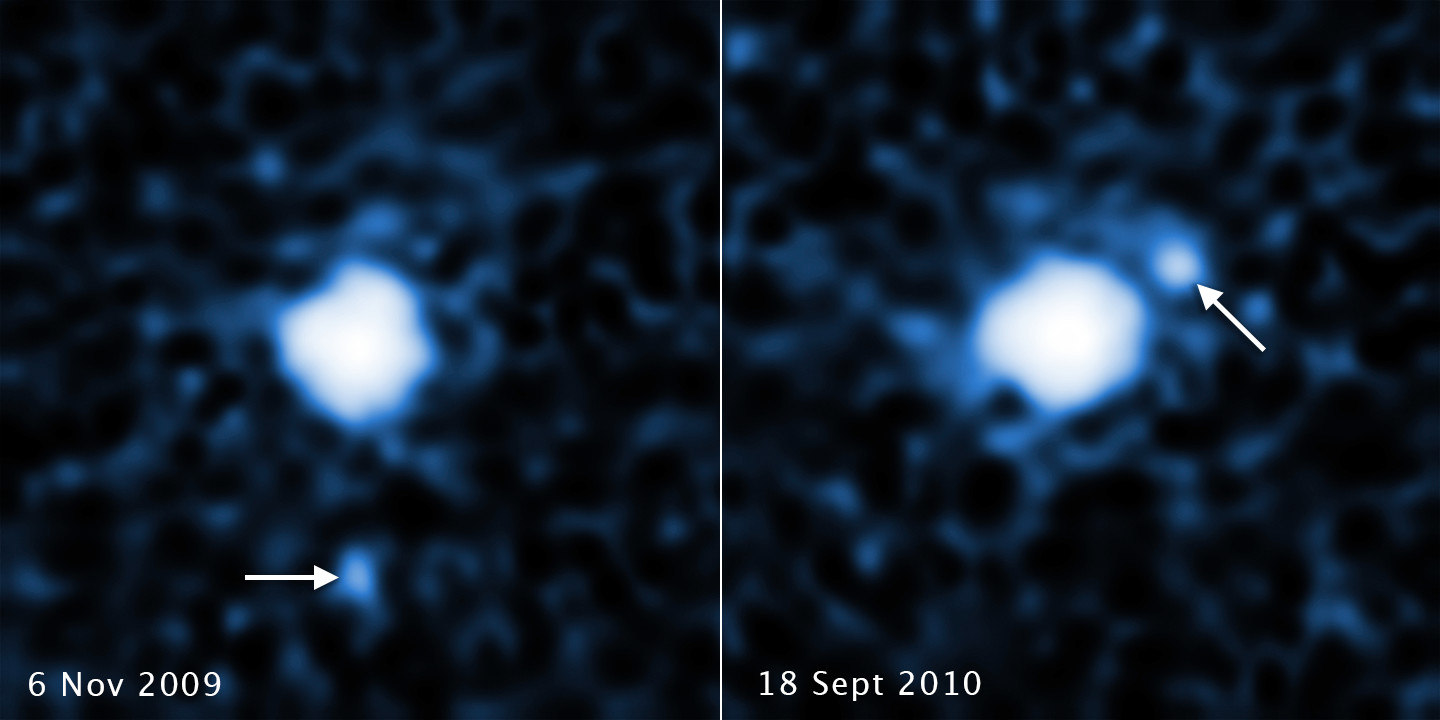
Gonggong y Xiangliu, fotografiados en 2009 y 2010 con la Wide Field Camera 3 del Hubble.

Tras el descubrimiento en marzo de 2016 de que Gonggong era un rotador inusualmente lento, se planteó la posibilidad de que un satélite pudiera haberlo ralentizado a través de las fuerzas de las mareas. Las indicaciones de un posible satélite en órbita alrededor de Gonggong llevaron a Csaba Kiss y su equipo a analizar las observaciones previas del Hubble de Gonggong.  Su análisis de las imágenes del Hubble tomadas el 18 de septiembre de 2010 reveló un débil satélite que orbita Gonggong a una distancia de al menos 15 000 km (9320,6 mi). El descubrimiento se anunció el 17 de octubre de 2016, aunque el satélite no recibió una designación provisional adecuada. Más tarde, el equipo de descubrimiento también identificó el satélite en imágenes de archivo anteriores del Hubble tomadas el 9 de noviembre de 2009.
A partir de las observaciones de seguimiento del Hubble en 2017, se estima que la magnitud absoluta del satélite es al menos 4,59 magnitudes más tenue que Gonggong, o 6.93 ± 0.15 dada la magnitud absoluta estimada de Gonggong de 2,34.

## Órbita
Basado en imágenes del Hubble de Gonggong y Xiangliu tomadas en 2009 y 2010, el equipo de descubrimiento restringió el período orbital de Xiangliu a entre 20 y 100 días. Luego, se determinó de mejor forma la órbita con observaciones adicionales del Hubble en 2017. Se cree que Xiangliu se encuentra en rotación síncrona con Gonggong.
Debido a que las observaciones de Xiangliu solo abarcan una pequeña fracción de la órbita de Gonggong alrededor del Sol, aún no es posible determinar si la órbita de Xiangliu es prógrada o retrógrada. Basado en un modelo de órbita prógrado, Xiangliu orbita Gonggong a una distancia de alrededor de 24 021 km (14 926 mi) y completa una órbita en 25,22 días. Usando el mismo modelo de órbita prógrado, el equipo de descubrimiento ha estimado que su órbita está inclinada con respecto a la eclíptica en aproximadamente 83 grados, lo que implica que Gonggong se ve en una configuración casi polar bajo el supuesto de que la órbita de Xiangliu tiene una baja inclinación respecto al ecuador de Gonggong.
La órbita de Xiangliu es muy excéntrica. Se cree que el valor de 0,29 fue causado por una órbita intrínsecamente excéntrica o por una lenta evolución de las mareas, en la que el tiempo para que su órbita se circularice es comparable a la edad del Sistema Solar.  También puede haber resultado del mecanismo de Kozai, impulsado por perturbaciones de las fuerzas de marea del Sol o de términos de orden superior en el potencial gravitacional de Gonggong debido a su forma achatada. Se cree que la dinámica orbital es similar a la de Quaoar, Weywot, que tiene una excentricidad moderada de alrededor de 0,14.

## Características físicas
El diámetro mínimo posible de Xiangliu, correspondiente a un albedo de 1, es 36 kilómetros. Para que la órbita de Xiangliu permanezca excéntrica en una escala de tiempo comparable a la edad del Sistema Solar, debe ser inferior a 100 km (60 mi) de diámetro, correspondiente a un albedo superior a 0,2. Tras su descubrimiento, el diámetro de Xiangliu se estimó inicialmente en 237 km (147,3 mi), bajo el supuesto de que los albedos de Xiangliu y Gonggong eran iguales.  Las mediciones fotométricas en 2017 mostraron que Xiangliu es mucho menos rojo que Gonggong, Esta gran diferencia de color es atípica para los sistemas binarios transneptunianos: los componentes de la mayoría de los binarios transneptunianos muestran poca variación de color.

## Nombre
El satélite lleva el nombre de Xiangliu, el venenoso monstruo serpiente de nueve cabezas que provoca inundaciones y destrucción en la mitología china. El epónimo Xiangliu es conocido por causar inundaciones y destrucción. Cuando los descubridores de Gonggong propusieron opciones para una votación pública sobre su nombre, eligieron deliberadamente figuras que tenían asociados que pudieran proporcionar un nombre para el satélite. El nombre de Xiangliu fue elegido por su equipo de descubrimiento dirigido por Csaba Kiss, quien tuvo el privilegio de nombrar el satélite. Los nombres de Gonggong y Xiangliu fueron aprobados por el Comité de Nomenclatura de Cuerpos Pequeños de la Unión Astronómica Internacional y fueron anunciados simultáneamente por Minor Planet Center el 5 de febrero de 2020.